# Política de hijo único

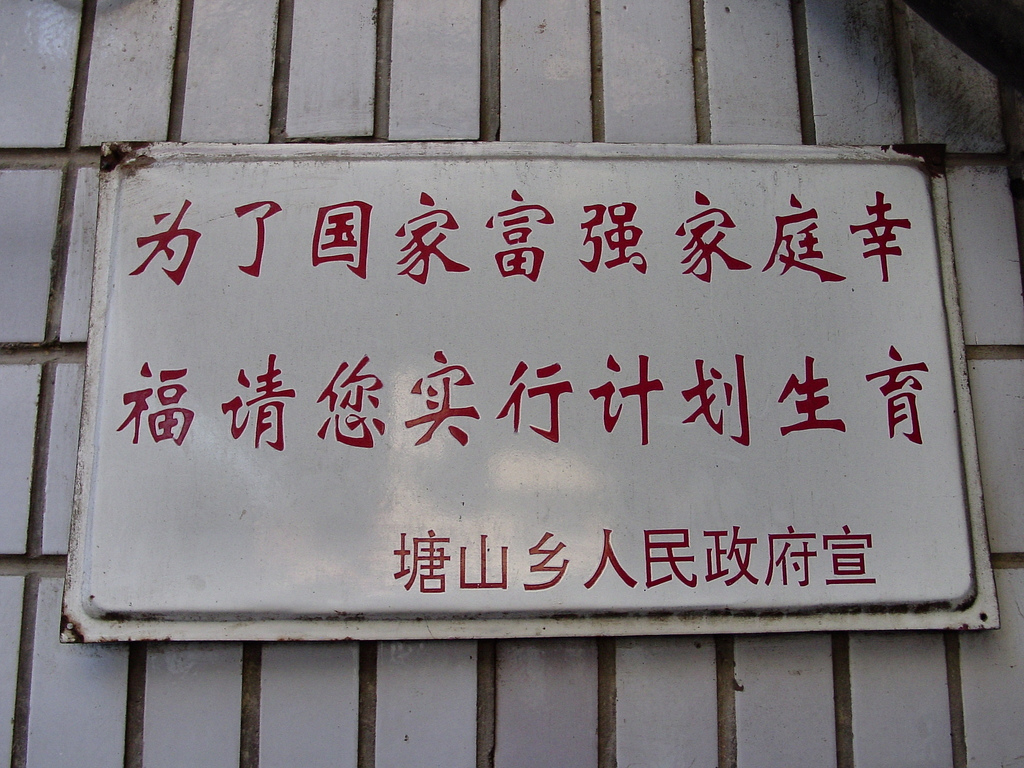
«Por favor, por el bien del país, usa un método anticonceptivo» (arriba). Cartel promocionando la planificación familiar o política de control de la población en los suburbios de Nanchang (Dean Jiujiang Xian), provincia de Jiangxi. El control de la población y la política de hijo único en las zonas urbanas, fue una de las políticas nacionales básicas de la República Popular China para controlar la superpoblación.

La política de un hijo por pareja o política de hijo único fue una medida de control de la población establecida en zonas urbanas de China, vigente entre el año 1979 y 2015, con el objetivo de establecer un radical control de la natalidad que redujera el crecimiento de la población excesivo o superpoblación. China fue en ese periodo el país más poblado del mundo y no dejó de serlo hasta 2023, cuando fue superado por India,aunque con unos 1400 millones de habitantes en la actualidad, continúa suponiendo una quinta parte de la población mundial.Según el gobierno de China, esta política evitó un crecimiento de la población adicional de unos 300 millones de personas.
El gobierno chino introdujo la política en 1982 para aliviar los problemas sociales y ambientales de China, pues el Estado temía que un fuerte repunte demográfico pusiera en riesgo el desarrollo del país al no poder satisfacer las necesidades básicas de la población. La política fue polémica tanto dentro como fuera de China debido a las cuestiones que planteaba; debido a la manera en la cual se aplicó (para algunas personas agresiva), y debido a preocupaciones por sus consecuencias económicas y sociales negativas. No obstante, algunas estimaciones emprendidas por el centro de investigación del banco de China en 2008, demostraron que cerca del 75% de la población apoyaba la política.En febrero de 2008, el oficial del gobierno chino, Wu Jianmin, dijo que la política del sempai sería reconsiderada.
La política se hacía cumplir a nivel provincial a través de multas en la renta o pago de la familia y de otros factores. En noviembre de 2013, en el Tercer Pleno del XVIII Comité Central del Partido Comunista Chino (PCCh), se tomó la decisión de permitir tener dos hijos a las parejas en las cuales el padre o la madre no tengan hermanos. Esta medida supone un cambio en la controvertida política del hijo único.
En octubre de 2015, China abandonó definitivamente la política de hijo único, manteniendo sin embargo un límite de dos hijos por pareja. En mayo de 2021, el límite pasó a tres hijos. En julio de 2021, todos los límites, así como las sanciones por excederlos, fueron eliminados.

## Contexto histórico

### 1949- Natalismo inicial de la revolución comunista
La doctrina oficial de la revolución comunista de 1949 sobre la demografía y el crecimiento de la población pasó a ser parte de la ortodoxia marxista: no hay problema en la cantidad de población sino en la producción, sin propiedad privada no habrá problema de reparto de la producción y la alimentación para una población numerosa.
En palabras de Mao Zedong:

Se debe considerar positivo que China tenga una población numerosa. Incluso si la población de China debiese multiplicarse varias veces, podría encontrar soluciones a los problemas creados por su incremento; la solución reside en la producción... Revolución más producción pueden resolver el problema de alimentar a la población”

No todos defendían el natalismo nacionalista. El presidente de la Universidad de Pekín Ma Yinchu consideraba necesaria la planificación familiar ya en 1950, razón por la que fue cesado.

### 1953 - Intentos de control de la natalidad: primer censo moderno
A raíz del primer censo moderno de 1953, que revela una población de 583 millones de personas, las autoridades chinas se muestran receptivas al neomaltusianismo dominante en el pensamiento demográfico occidental de esos años.
A partir de agosto de 1959, el Ministerio de Salud Pública desarrolla una campaña de control de la natalidad rodeada de un gran esfuerzo propagandístico, aunque sin efectos visibles en la fecundidad. Es el primer intento que apenas dura unos meses ya que la Revolución Cultural, con su Gran Salto Adelante provocó el caos y para numerosos autores la gran hambruna del periodo 1958 a 1961 haciendo descender la población En ese contexto la planificación familiar es un asunto menor. Con el fin de hacer frente al problema del rápido crecimiento de la población, a finales de 1954 entraba en vigor oficialmente la primera campaña de planificación familiar o de la natalidad (denominado jihua shengyu), centrada principalmente en animar a las parejas a planear con antelación el número de hijos y a tomar medidas con el fin de evitar embarazos no deseados. Para ello, se recomendó retrasar la edad de matrimonio y espaciar el tiempo entre un nacimiento y el siguiente, recurriendo a la vez al uso de anticonceptivos.

### 1963/1966 - Reducción de la fecundidad por el matrimonio tardío
Pese al fracaso del Gran Salto Adelante, se retomaron algunas medidas indirectas dirigidas al control de la población. Las autoridades centrales se inmiscuyeron más en el asunto de lo que lo hicieron en la primera campaña, sirviéndose de la educación como medio para acercarse con la población y sensibilizarla.
Se alentaron cambios para contrarrestar el número desmedido de nacimientos, entre los que destacan la aprobación de leyes sobre el aborto y de esterilización menos severas, así como el fomento al casamiento tardío y al uso de anticonceptivos.
Con el relativo éxito de esta segunda campaña, el control de la natalidad pasó a ser bien visto por la población china. Así, los primeros años de la década de 1960 -en las ciudades- se reduce la fecundidad casi a la mitad entre los años 1963 y 1966.

### 1972 - Antinatalismo y políticas de control poblacional
Es en 1972, cuando el Partido Comunista de China asume como una política nacional de primer orden el control del aumento de la población y promueve, a pesar de la reticencia de algunos dirigentes, una campaña de carácter nacional, con la creación de supervisores y estructuras administrativa y secciones específicas en las comisarías urbanas para el control riguroso de la población. En el medio rural se envían consejeros médicos con el fin de informar y facilitar el acceso y distribución de anticonceptivos.

#### Primeros límites al número de hijos
A mediados de los setenta se establecen objetivos de control numéricos por unidades administrativas y por primera vez se establecen límites en el número de hijos por familia:
- Medio urbano: un máximo aconsejable de dos hijos.
- Medio rural: tres a cuatro.

### 1979 - Instauración de la política de hijo único
Las proyecciones demográficas derivadas de las inercias demográficas a finales de la década de 1970, si no se corregían, apuntaban a crecimientos enormes e insostenibles de la población, que impedirían los programas de desarrollo, económicos y modernización que se establecieron en esa época por el gobierno chino.
El objetivo era conseguir la estabilización de la población en el año 2000, una vez alcanzados los 1,200 millones de habitantes. Para ello se establece el objetivo del hijo único en todo el país, con excepciones en territorios considerados especiales o para algunas minorías étnicas.
Era un objetivo radical y sin precedentes. Se combinó la propaganda, la presión social, el establecimiento de beneficios y penalizaciones económicas.
Así, las parejas con un solo hijo, si deciden no tener más, obtienen una certificación que les otorga distintos beneficios: baja de maternidad más prolongada, servicios pediátricos preferentes, asignación prioritaria de vivienda... llegando a recibir ayudas en dinero.
Sin embargo, en el medio rural, la fuerza de la tradición hace que la fecundidad sea mucho mayor, por lo que los controles son muy rigurosos: se sigue potenciando el retraso en el matrimonio -en 1980 se prohíbe el matrimonio antes de los 22 y los 20 años de hombres y mujeres respectivamente-, y el retraso para tener el primer hijo. Quienes ya lo tienen son supervisados en sus prácticas anticonceptivas y presionados para la práctica del aborto inducido y la esterilización.[cita requerida]

## Política de hijo único en China

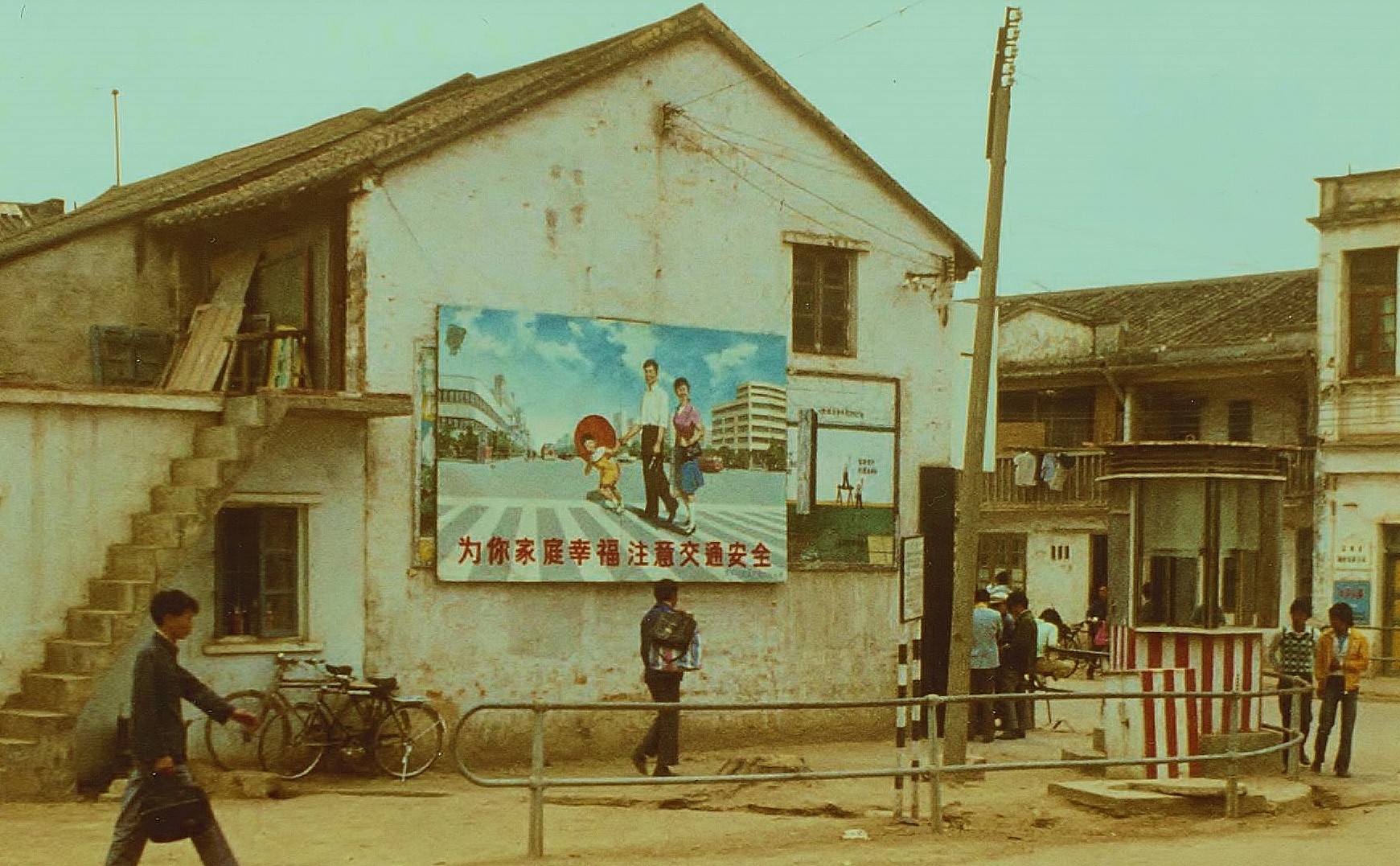
Cartel de propaganda de familia con un único hijo en un pueblo rural, 1982.

La política de hijo único incentiva a los padres a tener solamente un niño en zonas rurales y espacios urbanos. Sin embargo, los padres con varios hijos reciben las mismas ventajas que los que tienen solamente un niño. El límite se ha hecho cumplir fuertemente en zonas urbanas, pero la puesta en práctica real varía en función de la localización. En la mayoría de las zonas rurales, se permite a las familias tener dos niños si el primer niño es femenino o lisiado. Los segundos niños están conforme a la cadencia de nacimientos (generalmente 3 o 4 años). Los niños adicionales darán lugar a multas elevadas: requieren pagar penas monetarias y a las familias que violan la política se les podrían denegar primas en su lugar de trabajo. No cuentan a los niños nacidos en países de ultramar bajo política si no obtienen ciudadanía china. Los ciudadanos chinos que vuelven del extranjero pueden tener un segundo niño.
En abril de 2007, un estudio realizado por la Universidad de California, Irvine demandó ser el primer estudio sistemático de la política, encontrando que había sido útil". Otros informes han demostrado envejecimiento de la población y crecimiento demográfico negativo en algunas áreas.

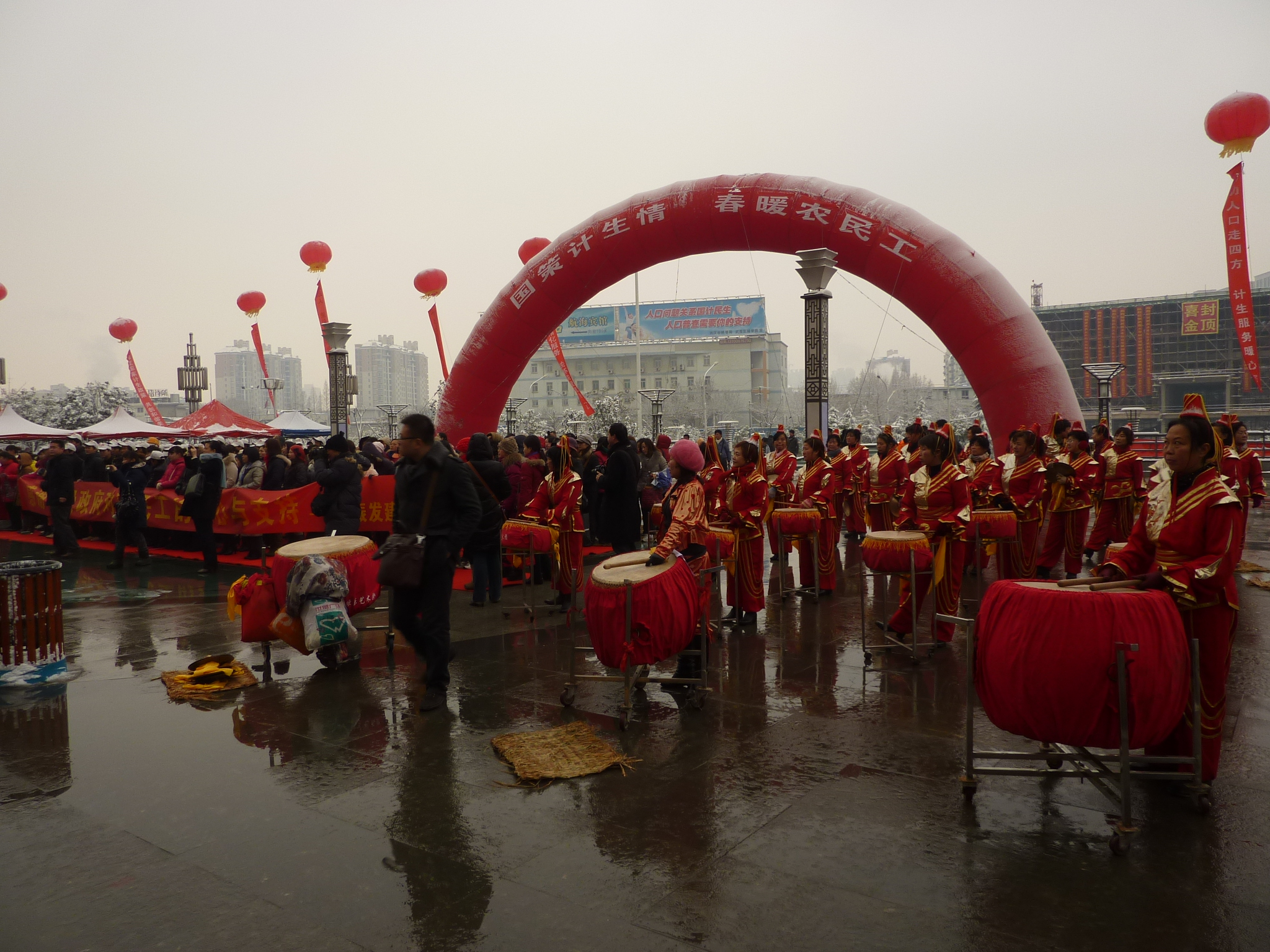
Evento de promoción de la planificación familiar a las afueras de la Estación de ferrocarril de Wuchang, 2011. Se entregaron panfletos y distribuyeron preservativos masculinos.

### Crecimiento demográfico y reducción del índice de natalidad
Desde la introducción de la política de hijo único en 1972, el índice de natalidad en China ha caído de tres nacimientos por mujer en 1980 (ya una reducción aguda de cerca de cinco nacimientos por mujer a principios de los años 70) a aproximadamente 1.8 nacimientos en 2008. (El término familiar "nacimientos por mujer" se formaliza generalmente como la Tasa global de fecundidad, un término técnico en análisis demográfico, que significa el número medio de hijos que nacerían a una mujer en su curso de vida si ella experimentara los índices de fertilidad específicos a su edad).
En total, las autoridades chinas estiman que se previnieron unos 300 millones de nacimientos con la política de hijo único; esto tuvo consecuencias positivas en el desarrollo económico y social. La reducción en el índice de fertilidad y el crecimiento demográfico han reducido la severidad de los problemas que conlleva la superpoblación, tales como epidemias,  asentamientos irregulares, servicios sociales atestados , tensión en el ecosistema por sobreexplotación de la tierra fértil y producción de altos volúmenes de basura. Sin embargo, incluso con la política de un niño, "China todavía tiene un millón más de nacimientos que muertes cada cinco semanas".
Las estimaciones de la fertilidad china actual (el número medio de niños que una mujer tiene en la vida) varían en una amplia gama, de cerca de 1.3 a 2.0:
- Algunos demógrafos creen que es de 1.3 nacimientos por mujer, basada en el censo nacional.[25]
- El número oficial es 1.6 (cifra ajustada del censo nacional).
- Para 2014 la tasa de natalidad en China (número de nacimientos por cada mil habitantes en un año) fue del 12,40‰ y el índice de fecundidad (número medio de hijos por mujer) de 1,56.[26]

Los estudios de demógrafos chinos, financiados en parte por el fondo de la ONU, demostraron que combinar la disminución de la pobreza con políticas sanitarias y objetivos flexibles para la planificación familiar son más eficaz en la reducción de fertilidad que la aplicación vigorosa de las objetivos muy ambiciosos de reducción de la fertilidad.[cita requerida]
Asimismo, en 2011 el demógrafo Zhai Zhenwu estimó que “sin la política del hijo único, la población china sería ya de 1,700,000,000 habitantes”. Y en cuanto a la población mundial agregó que “ya habría alcanzado los 7,000 millones en 2006”. Cabe aclarar que el habitante 7,000 millones nació hasta 2011.

### Relajación de la política de hijo único
En noviembre de 2013, en el Plenario del Comité Central del Partido Comunista de China, se tomó la decisión de relajar la política del hijo único. Esta decisión fue tomada por la Asamblea Nacional Popular, el máximo órgano legislativo, tras una semana de deliberaciones y un mes y medio después de que el partido lo anunciara.
A partir de ese momento, algunas parejas podrían tener un segundo hijo. Bajo la nueva política, las parejas podrían tener dos hijos si uno de los padres es hijo único. Antes, una pareja sólo podía tener un segundo hijo si ambos padres eran hijos únicos.
Tras este anuncio, alrededor de 800,000 parejas solicitaron tener un segundo hijo. Dicha cifra se mantuvo dentro de lo esperado, según informó Shong Shuli, portavoz de la Comisión Nacional de Salud y Planificación Familiar, en una conferencia de prensa.

### Fin de la política de hijo único
El gobierno chino abandonó por completo esta política en octubre de 2015, aunque lo hizo conservando el límite de dos hijos por pareja. La nueva política pretende implementarse de forma gradual, dando así opción a las parejas de tener un segundo hijo mediante un proceso de solicitud simplificado.
La agencia oficial Xinhua fue la que dio la noticia tras el cierre del Plenario del Comité Central del Partido Comunista de China, una reunión de cuatro días durante la cual sus 205 miembros y 170 suplentes acordaron el 13.º Plan Quinquenal. Este importante documento, que vio la luz en el año 2016, contiene las guías maestras de la política económica y social que sigue el país entre los años 2016 y 2020.
En el texto, Xinhua declaraba que China “abandona la política del hijo único” y “pondrá en marcha otra que permita a cada pareja tener dos hijos como respuesta proactiva al envejecimiento de su población”, aunque en ningún momento daba detalles de cómo se implementará.
Durante muchos meses se estuvo especulando acerca de la posibilidad de que Pekín abandonara su controvertida medida de planificación familiar, ya que cada vez más estudios y expertos alertaban de la “bomba de relojería” que se está fraguando en el país.
En la actualidad, China cuenta con una población superior a los 1400 millones de personas. El principal problema es el envejecimiento poblacional juntamente con la disminución de la capacidad laboral. Este envejecimiento hace que cada vez haya menos gente en edad de trabajar y haría crecer más los desequilibrios sociales, lo que perjudica a la economía del país.
Varios estudios, entre ellos uno de las Naciones Unidas, estiman que en 2050 habrá en el país cerca de 440 millones de personas mayores de 60 años. Además, también se espera que, entre 2010 y 2030, el número de trabajadores chinos descienda en 57 millones. De los siete trabajadores activos por cada retirado actuales, para 2050 China pasaría a tener tan solo un activo por retirado. Todos coinciden en señalar que esto supondrá una presión enorme para los recursos del Estado, por lo que se necesitaría invertir la tendencia cuanto antes. 
Sin embargo, hay opiniones tanto optimistas como negativas. Por una parte, el destacado experto demográfico y social en China Wang Feng declaró a France Press que la erradicación de esta política de natalidad cambiaría el comportamiento de muchas familias jóvenes. Por otra, hay demógrafos y economistas que dicen que la reforma llega demasiado tarde para resolver la amenaza de crisis laboral.[cita requerida]

### Consecuencias para la sociedad china
Además de las múltiples consecuencias económicas y de natalidad ya señaladas, la política del hijo único trajo consigo profundos cambios políticos en la sociedad china. Se habla de una reestructuración de esta, por ejemplo, en razón de que la mayoría de los mileniales no tienen hermanos.
También reordenó los números de la población en términos de género, pues nacieron más niños que niñas. Esto se debió a los abortos que se dieron en las parejas al enterarse de que sus fetos eran mujeres. Según He Yafu en uno de sus libros sobre los controles poblacionales en China, para la próxima década podría haber una reducción significativa en el número de mujeres, pasando de ser 202 millones a 163 millones.
Las políticas abortivas también sufrieron cambios drásticos. En la provincia de Jiangxi el gobierno aumentó la rigidez del proceso abortivo, declarando estrictamente necesario que las mujeres que tengan más de catorce semanas de embarazo deben obtener tres firmas del personal médico antes de practicarse un aborto.
Los funcionarios abrazan la idea de que estas medidas se implementaron para reforzar la prohibición legal de abortar un feto de sexo femenino con la esperanza de tener un niño. No obstante, también afirman que se introdujeron para mantener un índice de natalidad alto. Estos cambios reavivaron el debate sobre el control invasivo que ejerce el gobierno sobre el cuerpo de la mujer.